# Parigi-Lussemburgo 1970
La Parigi-Lussemburgo 1970, ottava ed ultima edizione della corsa, si disputò dal 10 al 13 agosto. La vittoria fu appannaggio del belga Eric De Vlaeminck, che completò il percorso in 21h24'39" precedendo il connazionale Guido Reybrouck e l'italiano Giacinto Santambrogio.

## Tappe
| Tappa  | Data      | Percorso                      | km    | Vincitore di tappa  | Leader classifica generale |
| ------ | --------- | ----------------------------- | ----- | ------------------- | -------------------------- |
| 1ª     | 10 agosto | Sevran > Saint-Amand-les-Eaux | 241   | Jean-Pierre Monseré | Jean-Pierre Monseré        |
| 2ª-1   | 11 agosto | Saint-Amand-les-Eaux > Braine | 125   | Frans Verbeeck      | -                          |
| 2ª-2   | 11 agosto | Braine > Maastricht           | 128   | Joop Zoetemelk      | Eric De Vlaeminck          |
| 3ª     | 12 agosto | Maastricht > Colonia          | 175   | Rudi Altig          | Eric De Vlaeminck          |
| 4ª     | 13 agosto | Colonia > Lussemburgo         | 237   | Marino Basso        | Eric De Vlaeminck          |
| Totale | Totale    | Totale                        | 882,5 |                     |                            |

## Squadre e corridori partecipanti
| N.    | Cod. | Squadra                  |
| ----- | ---- | ------------------------ |
| 1-7   | ---  | Salvarani                |
| 11-17 | ---  | Flandria-Mars            |
| 21-27 | ---  | Willem II - Gazelle      |
| 31-37 | ---  | Sonolor-Lejeune          |
| 41-47 | ---  | Fagor-Mercier-Hutchinson |
| 51-57 | ---  | Molteni                  |
| 61-67 | ---  | Filotex                  |
| 71-77 | ---  | Peugeot-BP-Michelin      |

| N.      | Cod. | Squadra              |
| ------- | ---- | -------------------- |
| 81-87   | ---  | Frimatic-De Gribaldy |
| 91-97   | ---  | Zimba-G.B.C.         |
| 101-107 | ---  | Mann-Gründig         |
| 111-117 | ---  | Bic                  |
| 121-127 | ---  | Caballero            |
| 131-137 | ---  | Ferretti             |
| 141-147 | ---  | Squadra Mista        |

## Dettagli delle tappe

### 1ª tappa
- 10 agosto: Sevran > Saint-Amand-les-Eaux – 241 km

Risultati
| Pos. | Corridore           | Squadra   | Tempo    |
| ---- | ------------------- | --------- | -------- |
| 1    | Jean-Pierre Monseré | Flandria  | 5h50'20" |
| 2    | Rolf Wolfshohl      | Fagor     | a 5"     |
| 3    | René Pijnen         | Willem II | a 10"    |

| Pos. | Corridore           | Squadra   | Tempo    |
| ---- | ------------------- | --------- | -------- |
| 1    | Jean-Pierre Monseré | Flandria  | 5h50'20" |
| 2    | Rolf Wolfshohl      | Fagor     | a 5"     |
| 3    | René Pijnen         | Willem II | a 10"    |

### 2ª tappa, 1ª semitappa
- 11 agosto: Saint-Amand-les-Eaux > Braine – 125 km

Risultati
| Pos. | Corridore         | Squadra  | Tempo    |
| ---- | ----------------- | -------- | -------- |
| 1    | Frans Verbeeck    | Flandria | 2h45'14" |
| 2    | Eric De Vlaeminck | Flandria | a 2"     |
| 3    | Gösta Pettersson  | Ferretti | a 5"     |

### 2ª tappa, 2ª semitappa
- 11 agosto: Braine > Maastricht – 128 km

Risultati
| Pos. | Corridore          | Squadra  | Tempo    |
| ---- | ------------------ | -------- | -------- |
| 1    | Joop Zoetemelk     | Flandria | 2h45'14" |
| 2    | Roger De Vlaeminck | Flandria | a 13"    |
| 3    | Franco Bitossi     | Filotex  | s.t.     |

| Pos. | Corridore             | Squadra       | Tempo     |
| ---- | --------------------- | ------------- | --------- |
| 1    | Eric De Vlaeminck     | Flandria      | 11h31'20" |
| 2    | Guido Reybrouck       | Squadra Mista | a 26"     |
| 3    | Giacinto Santambrogio | Molteni       | a 3'04"   |

### 3ª tappa
- 12 agosto: Maastricht > Colonia – 175 km

Risultati
| Pos. | Corridore       | Squadra | Tempo    |
| ---- | --------------- | ------- | -------- |
| 1    | Rudi Altig      | Molteni | 3h57'59" |
| 2    | Donato Giuliani | Filotex | a 5"     |
| 3    | Rolf Wolfshohl  | Fagor   | a 10"    |

| Pos. | Corridore             | Squadra       | Tempo   |
| ---- | --------------------- | ------------- | ------- |
| 1    | Eric De Vlaeminck     | Flandria      | ?       |
| 2    | Guido Reybrouck       | Squadra Mista | a 26"   |
| 3    | Giacinto Santambrogio | Molteni       | a 3'04" |

### 4ª tappa
- 13 agosto: Colonia > Lussemburgo – 217,5 km

Risultati
| Pos. | Corridore       | Squadra   | Tempo    |
| ---- | --------------- | --------- | -------- |
| 1    | Marino Basso    | Molteni   | 5h51'32" |
| 2    | Fabrizio Fabbri | Filotex   | a 5"     |
| 3    | Gianni Motta    | Salvarani | a 12"    |

| Pos. | Corridore             | Squadra       | Tempo     |
| ---- | --------------------- | ------------- | --------- |
| 1    | Eric De Vlaeminck     | Flandria      | 21h24'39" |
| 2    | Guido Reybrouck       | Squadra Mista | a 26"     |
| 3    | Giacinto Santambrogio | Molteni       | a 3'04"   |

## Classifica generale
| Pos. | Corridore             | Squadra       | Tempo     |
| ---- | --------------------- | ------------- | --------- |
| 1    | Eric De Vlaeminck     | Flandria      | 21h24'39" |
| 2    | Guido Reybrouck       | Squadra Mista | a 26"     |
| 3    | Giacinto Santambrogio | Molteni       | a 3'04"   |
| 4    | André Poppe           | Mann-Gründig  | a 3'09"   |
| 5    | Gösta Pettersson      | Ferretti      | s.t.      |
| 6    | Daniel Rebillard      | Sonolor       | a 3'35"   |
| 7    | Wilfried David        | Flandria      | a 4'56"   |
| 8    | Leif Mortensen        | Bic           | a 5'05"   |
| 9    | Erik Pettersson       | Ferretti      | s.t.      |
| 10   | Henk Benjamins        | Caballero     | a 5'28"   |